# Breakaway (песня)
«Breakaway» — сингл певицы Келли Кларксон 2004 года с одноимённого альбома. Авторами песни стали Аврил Лавин, Бриджит Бененейт и Мэттью Джерард. Песня вошла в саундтрек фильма Дневники принцессы 2: Как стать королевой.

## История написания
Изначально песня была написана Аврил Лавин в 2002 году для её дебютного альбома Let Go, но певица не стала включать её в итоговый список композиций, поскольку посчитала, что она не подходит для альбома. В 2004 году победительница первого сезона музыкального конкурса American Idol Келли Кларксон исполнила эту песню специально для саундтрека к фильму Дневники принцессы 2: Как стать королевой. Песня также стала первым синглом с её альбома, также названного Breakaway.

## Список композиций
Австралия CD сингл
| №  | Название         | -                             | Длительность |
| -- | ---------------- | ----------------------------- | ------------ |
| 1. | «Breakaway»      |                               | 3:58         |
| 2. | «Because of You» | в исполнении Джесси Маккартни | 3:36         |

 Европа CD сингл
| №  | Название    | -           | Длительность |
| -- | ----------- | ----------- | ------------ |
| 1. | «Breakaway» |             | 3:58         |
| 2. | «Breakaway» | NapsterLive | 4:19         |

 Великобритания CD сингл
| №  | Название    | -           | Длительность |
| -- | ----------- | ----------- | ------------ |
| 1. | «Breakaway» |             | 3:58         |
| 2. | «Breakaway» | NapsterLive | 4:19         |
| 3. | «Breakaway» | видео       | 3:58         |

 США Промосингл
| №  | Название    | -             | Длительность |
| -- | ----------- | ------------- | ------------ |
| 1. | «Breakaway» |               | 3:58         |
| 2. | «Breakaway» | Call Out Hook | 0:10         |

## Издание сингла
| Страна         | Дата            | Лейбл          |
| -------------- | --------------- | -------------- |
| США            | июль 2004       | Disney Records |
| Канада         | июль 2004       |                |
| США            | сентябрь 2004   | RCA Records    |
| Канада         | сентябрь 2004   |                |
| Австралия      | декабрь 6, 2004 |                |
| Ирландия       | июнь 23, 2006   |                |
| Великобритания | июнь 26, 2006   |                |
| Европа         | июль 28, 2006   |                |

## Позиции в чартах
| Чарт (2004/2005/2006)                       | Лучший результат |
| ------------------------------------------- | ---------------- |
| Australian ARIA Singles Chart               | 10               |
| Canadian Singles Chart                      | 3                |
| Czech Airplay Chart                         | 53               |
| Dutch Single Chart                          | 9                |
| German Singles Chart                        | 13               |
| Hungarian Singles Chart                     | 10               |
| Irish Singles Chart                         | 12               |
| Новая Зеландия, RIANZ                       | 12               |
| UK Singles Chart                            | 22               |
| США Billboard Hot 100                       | 6                |
| США Billboard Hot Adult Contemporary Tracks | 1                |

### Статус и продажи
| Страна | Статус  | Продажи   |
| ------ | ------- | --------- |
| США    | Золотой | 1,413,000 |